# Dewetaki
Dewetaki (bułg. Деветаки) – wieś w północnej Bułgarii, w obwodzie Łowecz, w gminie Łowecz. Zabytkiem przyrodniczym jest Jaskinia Dewetacka.

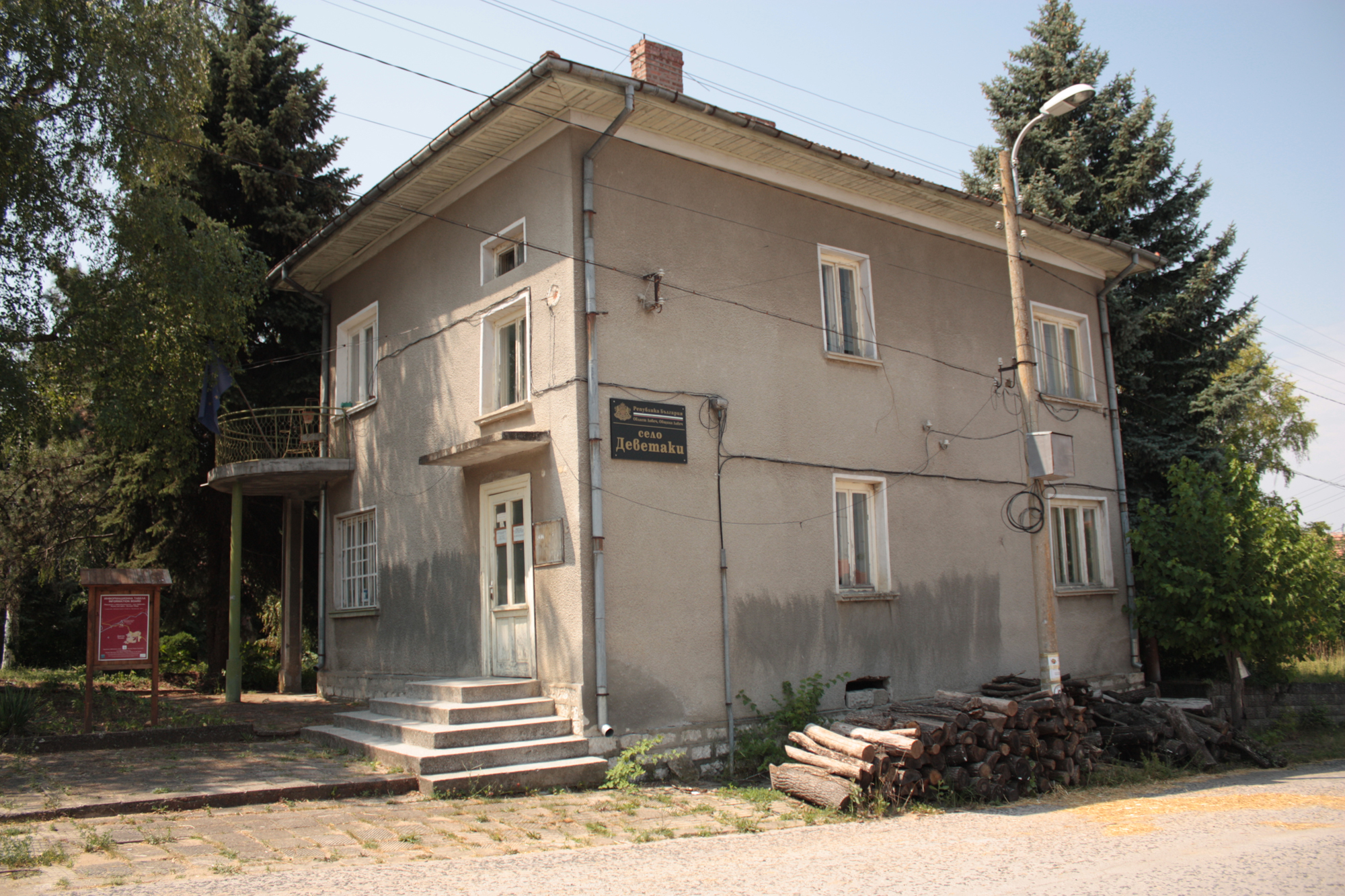
Kmetstwo
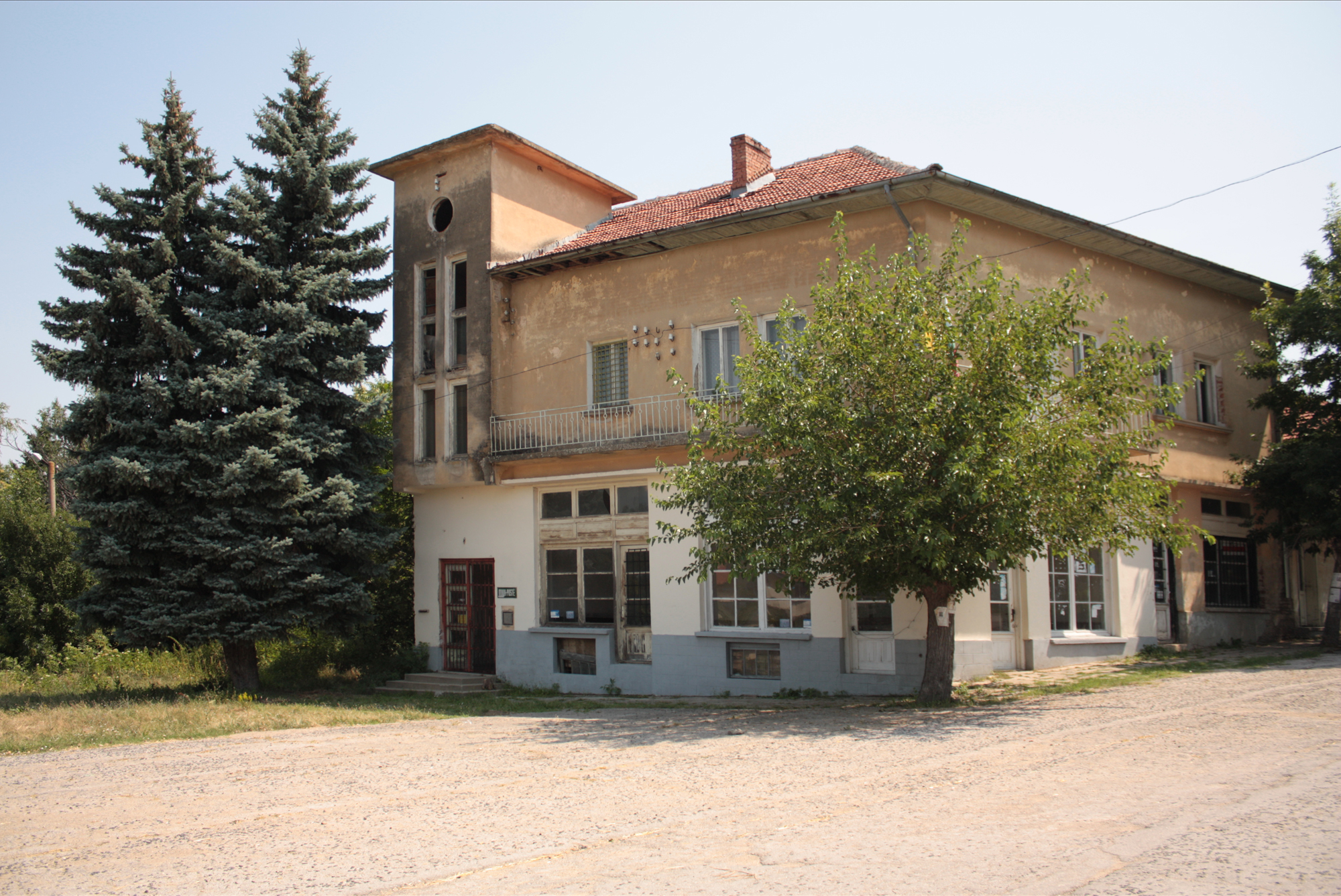
Poczta
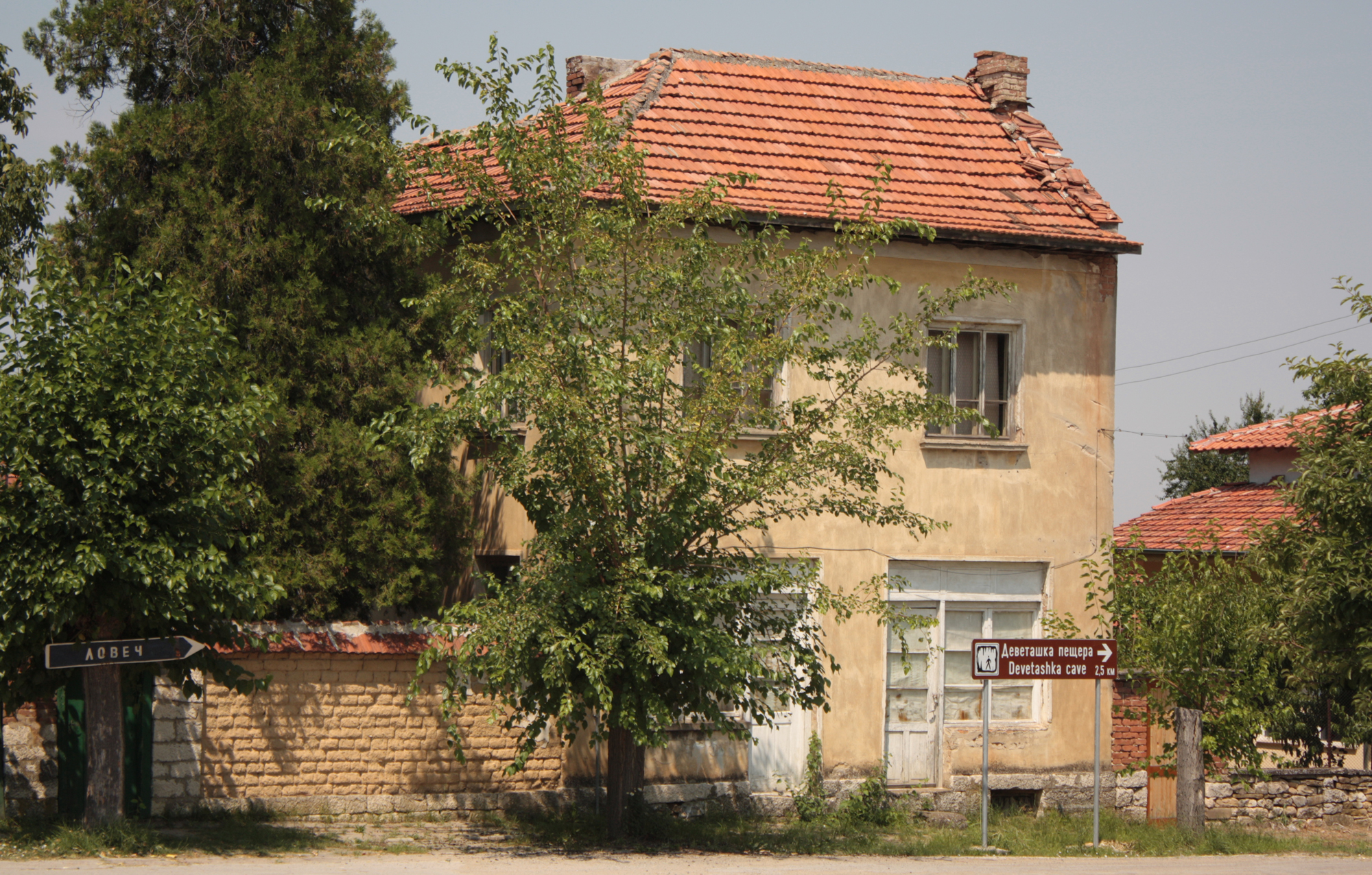
Znak, pokazujący drogę do jaskini
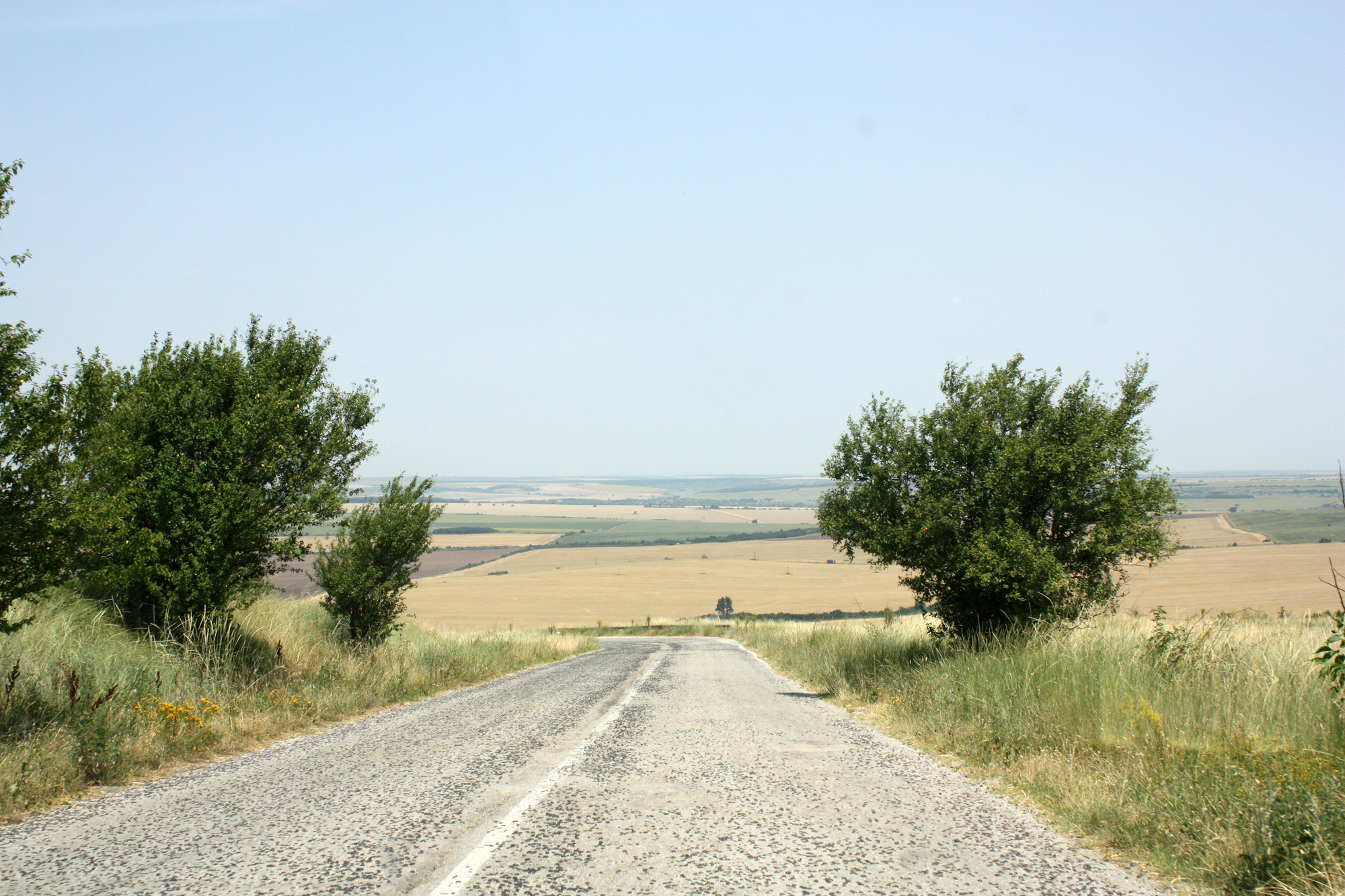
Obrzeża wsi